# Hrubieszów (gemeente)
De gemeente Hrubieszów is een landgemeente in het Poolse woiwodschap Lublin, in powiat Hrubieszowski.
De zetel van de gemeente is in Hrubieszów.
Op 30 juni 2004 telde de gemeente 10 958 inwoners.

## Oppervlakte gegevens
In 2002 bedroeg de totale oppervlakte van gemeente Hrubieszów 259,2 km², waarvan:
- agrarisch gebied: 82%
- bossen: 12%

De gemeente beslaat 20,42% van de totale oppervlakte van de powiat.

## Demografie
Stand op 30 juni 2004:
| Omschrijving                   | Totaal | Totaal | Vrouwen | Vrouwen | Mannen | Mannen |
| ------------------------------ | ------ | ------ | ------- | ------- | ------ | ------ |
| eenheid                        | aantal | %      | aantal  | %       | aantal | %      |
| inwoners                       | 10 958 | 100    | 5462    | 49,8    | 5496   | 50,2   |
| bevolkingsdichtheid (inw./km²) | 42,3   | 42,3   | 21,1    | 21,1    | 21,2   | 21,2   |

In 2002 bedroeg het gemiddelde inkomen per inwoner 1096,66 zł.

## Administratieve plaatsen (sołectwo)
Annopol, Brodzica, Cichobórz, Czerniczyn, Czumów, Czortowice, Dąbrowa, Dziekanów, Gródek, Husynne, Janki, Kobło, Kosmów, Kozodawy, Kułakowice Pierwsze, Kułakowice Drugie, Kułakowice Trzecie, Masłomęcz, Metelin, Mieniany, Moniatycze, Moniatycze-Kolonia, Moroczyn, Nowosiółki, Obrowiec, Stefankowice, Stefankowice-Kolonia, Szpikołosy, Ślipcze, Świerszczów, Teptiuków, Turkołówka, Ubrodowice-Kolonia, Wolica, Wołajowice.
Plaatsen zonder de status sołectwo Białoskóry, Łotoszyny, Wołynka.

## Aangrenzende gemeenten
Białopole, Horodło, Hrubieszów, Mircze, Trzeszczany, Uchanie, Werbkowice. De gemeente grenst aan Oekraïne.